# Rufus Isaacs (1er marquis de Reading)
Pour les articles homonymes, voir Rufus Isaacs.
Rufus Isaacs, né à St James's le 10 octobre 1860 et mort à Mayfair le 30 décembre 1935 (les deux à Londres), est un homme politique britannique qui a été ministre de la justice du gouvernement d'Herbert Asquith, premier ministre du Royaume-Uni.

## Biographie
Issu d'une famille de commerçants juifs de Spitalfields, Rufus Isaacs commence sa carrière dans la marine, puis à la Bourse de Londres. Il devient ensuite un avocat réputé. Après sa carrière politique, il est président de la société "Palestine Electric Corporation".

## Fonctions ministérielles et diplomatiques
- Ministre de l'Intérieur.
- Ministre des affaires étrangères.
- Ambassadeur du Royaume-Uni aux États-Unis.
- Viice-roi des Indes,

## Affaire Marconi
Rufus Isaacs se retrouve au printemps 1912 au centre d'une affaire de délit d'initié, le scandale Marconi, puisqu'il est le frère de Godfrey Isaacs, directeur général de Marconi, qui est nommé sans aucune expérience dans la télégraphie avant d'emporter un contrat public la première station de radio d’État en Angleterre.
L'entrée en Bourse de la Marconi s’effectue le 19 avril 1912 à Londres à trois livres et demie l'action, trois fois ce qui avait été proposé dix jours plus tôt. Entre-temps s'est produit le naufrage du Titanic. Le puissant émetteur de Marconi dont est équipé le navire a permis de sauver 700 passagers. L'action grimpe immédiatement à quatre livres dès les premiers échanges, avant de retomber quelques semaines plus tard à seulement deux livres.
Plusieurs courtiers sont soupçonnés de manipulation de cours. On découvre que Rufus Isaacs a revendu 7000 actions à un prix deux fois supérieur à celui auquel il les avait achetées deux jours plus tôt. On découvre aussi que l'émetteur de Marconi dont était équipé le Titanic n'a pas correctement été utilisé, les opérateurs ayant privilégié l'envoi de messages de complaisance pour les passagers, et qu'il avait subi une panne avant le naufrage.
Le quotidien français Le Matin publie le 14 février 1913 un article mettant en cause Rufus Isaacs et l'accuse d’avoir acheté les titres de la compagnie au prix moyen de 50 francs environ, avant l’ouverture des négociations avec le gouvernement, pour les revendre avec un bénéfice allant jusqu’à 200 francs par titre, à mesure que les négociations allaient vers la conclusion du contrat avec la Compagnie Marconi. Le 18 février, quatre jours après, le journal publie un démenti en expliquant qu’il ne s’agissait que de simples rumeurs. Le Matin est néanmoins poursuivi en justice pour diffamation dès le début mars.